# Carlo Cossutta
Carlo Cossutta (Trieste, 8 de mayo de 1932 - Udine, 22 de enero de 2000) fue un tenor italo-argentino.
Emigró muy joven a Buenos Aires, Argentina donde se formó musicalmente con Mario Melani, debutando en el Teatro Colón en 1958 como Casio en el Otello de Verdi protagonizado por Ramón Vinay bajo dirección de Thomas Beecham.
En el escenario porteño se sucedieron The Rake's Progress, La zapatera prodigiosa de Juan José Castro (dirigida por Margarita Xirgú), Edgardo en Lucía de Lammermoor, Mario Cavaradossi en Tosca y en Rodolfo en La Boheme. En 1964 cantó Don Rodrigo en el estreno mundial de la ópera homónima de Ginastera; Edipo Rey de Stravinsky; Calaf en Turandot y Adorno en Simón Boccanegra (con Leyla Gencer), ópera con la que debutaría internacionalmente en Lisboa.
Considerado "argentino" en el Teatro Colón a través de 33 años de trayectoria, regresó con sus dos personajes preferidos: Otello (1978) y Sansón (1997). Su última aparición en el Colón fue en 1998, como Macduff en Macbeth de Verdi.
Otros personajes de su repertorio fueron en las óperas Rigoletto, La traviata, Un ballo in maschera, Attila, Il tabarro, Madame Butterfly, I Pagliacci, La Gioconda, Borís Godunov, Norma, Aida, La fanciulla del West, Cavalleria Rusticana, Medea y La vida breve.
Cantó además en las óperas de París-Bastille, La Scala de Milán, Roma, Turín, Florencia, Nápoles, Verona, Parma, Viena, Munich, Berlín, Hamburgo, Trieste, Chipre, Nueva York, Washington, Chicago, San Francisco, Houston y Moscú donde cantó Radamés de Aída con la compañía de La Scala.
Su legado discográfico incluye grabaciones con Herbert von Karajan, Karl Böhm y Riccardo Muti. En 1989 recibió el Premio Konex como uno de los 5 mejores cantantes masculinos de la Argentina hasta la fecha.
Murió después de una larga batalla con cáncer de hígado.

## Discografía
- Verdi: Macbeth / Böhm, Sherrill Milnes, Christa Ludwig, Viena 1970.
- Verdi: Il Trovatore / Muti, Cruz-Romo, Cossotto, Manuguerra, Florencia 1975.
- Verdi: Otello / Carlos Kleiber con Julia Varady y Piero Cappuccilli, Munich 1977.
- Verdi: Otello / Muti, con Renata Scotto y Renato Bruson, Florencia 1980.
- Verdi: Otello / Georg Solti con Margaret Price y Gabriel Bacquier (1977).
- Verdi: Requiem / Karajan, Mirella Freni, Christa Ludwig, Nicolai Ghiaurov.
- Puccini: Tosca / Cluytens, Sena Jurinac, Hans Hotter, Viena 1966.